# VM i landevejscykling 2018 – Linjeløb (herrer)
Herrernes linjeløb ved VM i landevejscykling 2018 blev afholdt den 30. september 2018 i Innsbruck, Østrig. Linjeløbet foregik over 258,5 km. Løbet blev vundet af spanske Alejandro Valverde.

## Deltagere
| 8 ryttere | 7 ryttere | 6 ryttere                                                                     | 4 ryttere                                                                  | 3 ryttere | 2 ryttere                                         | 1 rytter |
| --- | --------- | ----------------------------------------------------------------------------- | -------------------------------------------------------------------------- | --------- | ------------------------------------------------- | --- |
| Australien · Belgien · Colombia · Danmark · Spanien · Frankrig · Storbritannien · Italien · Holland · Slovenien | Slovakiet | Østrig · Tjekkiet · Tyskland · Luxembourg · Norge · Polen · Rusland · Schweiz | Hviderusland · Canada · USA · Irland · Kasakhstan · New Zealand · Portugal | Estland   | Ecuador · Eritrea · Letland · Sydafrika · Ukraine | Argentina · Brasilien · Costa Rica · Kroatien · Etiopien · Grækenland · Hongkong · Iran · Japan · Litauen · Rumænien · Sverige |

### Danske ryttere
- Jakob Fuglsang
- Michael Valgren
- Jesper Hansen
- Kasper Asgreen
- Niklas Eg
- Mads Würtz Schmidt
- Matti Breschel
- Emil Vinjebo

## Resultater
| \| Samlede stilling \| Samlede stilling \| Samlede stilling \| Samlede stilling \| Samlede stilling \| \| Rytter \| Rytter \| Hold \| Tid \| \| \| ---------------- \| ------------------ \| ---------------- \| ---------------- \| ---------------- \| \| 1. \| Alejandro Valverde \| Spanien \| 6t 46' 41" \| \| \| 2. \| Romain Bardet \| Frankrig \| + 0" \| \| \| 3. \| Michael Woods \| Canada \| + 0" \| \| \| 4. \| Tom Dumoulin \| Holland \| + 0" \| \| \| 5. \| Gianni Moscon \| Italien \| + 13" \| \| \| 6. \| Roman Kreuziger \| Tjekkiet \| + 43" \| \| \| 7. \| Michael Valgren \| Danmark \| + 43" \| \| \| 8. \| Julian Alaphilippe \| Frankrig \| + 43" \| \| \| 9. \| Thibaut Pinot \| Frankrig \| + 43" \| \| \| 10. \| Rui Costa \| Portugal \| + 43" \| \| |                    |          |            |
| |                    |          |            |
| Kilde: ProCyclingStats |                    |          |            |
| Samlede stilling |                    |          |            |
| Rytter | Rytter             | Hold     | Tid        |
| 1. | Alejandro Valverde | Spanien  | 6t 46' 41" |
| 2. | Romain Bardet      | Frankrig | + 0"       |
| 3. | Michael Woods      | Canada   | + 0"       |
| 4. | Tom Dumoulin       | Holland  | + 0"       |
| 5. | Gianni Moscon      | Italien  | + 13"      |
| 6. | Roman Kreuziger    | Tjekkiet | + 43"      |
| 7. | Michael Valgren    | Danmark  | + 43"      |
| 8. | Julian Alaphilippe | Frankrig | + 43"      |
| 9. | Thibaut Pinot      | Frankrig | + 43"      |
| 10. | Rui Costa          | Portugal | + 43"      |